# حرثا
حرثا یا قویلبه (زبان یونانی: Ἄβιλα Δεκαπολεος) یک شهر اردنی واقع در شمال کشور در نزدیکی مرز سوریه، روستایی واقع در شمال اردن است که حرثا به معنای نظامی یا اردوگاه است. این شهر با شهرداری بنی کنانا در استان اربد وابسته است و مسئولیت آن از شهرداری کفرات (با چند روستایی مانند کفرسوم، الرفید، ویبلا، حبراص و عقربا) است. این شهر ۱۸ کیلومتری شهر ایربد است و در مرز اردن و سوریه واقع شده‌است. محل تولد نخست‌وزیر سابق و رئیس سابق اطلاعات عمومی، پاشا احمد ابیدات می‌باشد.

## موقعیت و جغرافیا
واقع در شمال اردن در استان اربد، ۱۲ کیلومتری شمال اربد، در شرق شهر حرثا در ۱۱۰ کیلومتری شمال پایتخت اردن این شهر در طرف غربی وادی قویلبه که سرشار از آبهای جاری و گیاهان همیشه سبز است قرار دارد و سابقه آن به دوران برنز می‌رسد.
نامهای دیگر: حرثا نام مشترک قویلبه است. نام‌های باستانی قویلبه عبارتند از: ابیلا، رافانا، تل آبیل

## تاریخچه
قویلبه یا حرثا امروز امتداد شهر ابیلا، گاهی اوقات به نام رافانا رومی خوانده می‌شود، که یکی از ده شهر از دیکابولس است، که در روزگار یونان و رومی‌ها تأسیس شد.

## آثار
در طرف شرقی شهر، مقبره‌های باستانی یافت می‌شود که در سنگها پنهان شده‌است ند، برخی از آنها دارای درب‌های بازالتی هستند که بعضی از آنها با نقاشی‌های رنگی، سفال، لامپ، مجسمه، شیشه، دکوراسیون، دستبند، روسری و قرارداد صورتی تزئین شده‌اند.